# Staffan Percy
Staffan Valdemar Percy, ursprungligen Sjögren, född 4 april 1946 i Engelbrekts församling, Stockholm, död 15 december 2024 i Vollsjö, Skåne län, var en svensk vissångare och kompositör, bosatt i Vollsjö i Skåne.

## Biografi
Staffan Percy växte upp med musiken i familjen. Hans mor Harriet Percy var pianist och styvfadern Gösta Percy var musikskribent. Utöver detta var morföräldrarna musiker inom Frälsningsarmén.
Staffan Percy slog igenom på 1970-talet med svenska visor. Bland hans mest berömda kompositioner finns Drömmens skepp från 1979, en av många tonsättningar av Bo Setterlinds dikter. Han sjöng även in tolkningar av bland andra Evert Taubes visor samt Mats Paulsons Visa vid vindens ängar. 
Han var gift första gången 1976–1987 med Birgit Percy (1931–2002), dotter till orkesterledaren Sune Waldimir och Anna Stina Alling, och andra gången sedan 1999 med Margareta Percy (född 1946).

## Visor
- Drömmens skepp
- Än brinner var våg (det mörknar)
- Du med Gud
- Cirkus (text: Bert Westerström)
- Skörderskan (text: Bert Westerström)

## Priser och utmärkelser
- 1993 – Nils Ferlin-Sällskapets trubadurpris[9]
- 1997 – Evert Taube-stipendiet